# 官庄坝镇
官庄坝镇，是中华人民共和国安徽省宿州市砀山县下辖的一个乡镇级行政单位。

## 行政区划
官庄坝镇下辖以下地区：
官庄村、龙潭村、刘楼村、岳庄坝村、黄集村、吴集村和徐楼村。